# Música evolucionaria
La música evolucionaria o música evolutiva refiere a una música creada utilizando algoritmos evolutivos, generalmente mediante métodos computacionales. El resultado se enmarca en lo que se conoce como música algorítmica.
El proceso comienza con una población de individuos (entendidos en los términos técnicos de los algoritmos evolutivos) que por un medio u otro producen sonido (por ejemplo una pieza, melodía, o loop), cuyo patrón inicial es aleatorio o ya basado en alguna música creada por humanos. Luego, a través de la aplicación repetida de pasos computacionales análogos a la selección natural, donde hay recombinación y mutación, el objetivo es que este sonido inicial devenga más "musical", según estándares de apreciación estética humana. Generalmente, la música evolucionaria es generada mediante algoritmos interactivos donde el fitness está determinado por un usuario o audiencia humana, debido a la dificultad de capturar computacionalmente las cualidades estéticas de la música; sin embargo, existe investigación actual al respecto de medidas automatizadas de calidad musical. Las técnicas de computación evolucionaria han sido asimismo aplicadas a tareas de armonización y acompañamiento, las más utilizadas de ellas son los algoritmos genéticos y la programación genética. 

## Historia
El programa NEUROGEN, desarrollado en 1991, empleó un algoritmo genético para producir y combinar fragmentos musicales, y una red neuronal (entrenada en ejemplos de música generada por humanos) para evaluar su fitness. Un algoritmo genético es también una parte fundamental del sistema de improvisación y acompañamiento GenJam, el cual viene siendo desarrollado por Al Biles desde 1993. Biles, músico de Jazz, forma junto a GenJam el grupo conocido como Al Biles's Virtual Quintet, y han actuado numerosas veces en público. Por su parte, la programación genética ha sido utilizada para producir música desde los trabajos de Spector y Alpern de 1994 y 1995 sobre músicos de bebop evolucionados, y en 1997 Brad Johanson y Riccardo Poli desarrollaron el GP-Music System, el cual utilizaba programación genética para crear melodías según parámetros tanto humanos como automatizados. Desde 1996, Rodney Waschka II viene utilizando algoritmos genéticos para la composición musical, en obras tales como Saint Ambrose. Los sistemas para la evolución de loops de batería han sido los que más difusión y uso han tenido (como el programa MuSing).

## Conferencias
La Conferencia EvoMUSART de 2012 ha sido parte de Evo*, evento anual sobre arte y música evolucionaria que constituye una de las mayores exhibiciones de este tipo de trabajos.
Un taller sobre música evolucionaria (el Workshop in Evolutionary Music) se ha llevado a cabo desde 2011 en GECCO (Genetic and Evolutionary Computation Conference, Conferencia sobre Computación Genética y Evolucionaria).

## Desarrollos recientes
El EuroGP Song Contest (un concurso de canción en Eurovision) se llevó a cabo en la edición de 2004 de EuroGP.  En este experimento se combinaban apreciaciones musicales de los usuarios con melodías evolucionadas.
Al Biles dio un tutorial sobre música evolucionaria en GECCO 2005 y coeditó un libro sobre el tema junto a contribuciones de muchos investigadores del campo.
Evolutune es una aplicación de Windows de 2005 para evolucionar simples loops de "beeps y boops".
GeneticDrummer es un sistema basado en algoritmos genéticos para la generación de acompañamientos rítmicos que puedan competir con aquellos generados por humanos.
Easy Song Builder es un programa de composición evolucionaria, donde el usuario decide qué versión de la canción será el germen para la generación próxima.
Melomics Archivado el 12 de febrero de 2022 en Wayback Machine., un grupo de inteligencia artificial de Málaga, ha utilizado algoritmos evolutivos para componer piezas musicales dentro de géneros específicos, editando en 2012 el primer álbum compuesto por una computadora y ejecutado por músicos humanos.
El proyecto DarwinTunes funciona desde 2009 (incluso desde antes, bajo el nombre "Evolectronica"). Recientemente una versión en forma de juego de tipo multijugador de DarwinTunes fue presentada en festivales de ciencia y se encuentra disponible en internet.

## Libros
- Evolutionary Computer Music. Miranda, Eduardo Reck; Bilis, John Al (Eds.) Londres: Salmer, 2007.[12]
- The Art of Artificial Evolution: A Handbook on Evolutionary Art and Music, Juan Romero y Penousal Machado (eds.), 2007, Salmer[13]
- Creative Evolutionary Systems por David W. Corne, Peter J. Bentley[14]